# Bartholomew Ogbeche
Bartholomew Ogbeche(Ogoja,1 de outubro de 1984) é um atacante nigeriano que joga atualmente no Hyderabad FC da Índia.

## Carreira
Ogbeche começou jovem no futebol francês, no PSG em 2001, mas passou dois anos emprestado. Após o fim do contrrato em 2005, rodou por Emirados Árabes, Espanha, Grécia e Inglaterra.
No ano de 2014, chegou no futebol holandês no SC Cambur tendo boa media de gols e também no Willem II. Em 2018, com 33 anos foi para o futebol indiano, para Super League Indiana, fomrada em 2014.
Desde então Ogbeche mantem uma otima media de gols, ja atuando por 4 clubes no país e sendo artilheiro e campeão pelo Hyderabad FC com 18 gols.

## Seleção nacional
Ogbeche foi convocado na época com 17 anos para a Copa do Mundo de 2002, entrando no decorrer de duas partidas. Mas sua inconstância ao longo da carreira e aumento da competitividade no ataque da seleção fez o jogador perder espaço nas convocações. 

## Titulos
- Superliga Indiana 2021-22

## Artilheira
- Superliga Indiana 2021-22 (18 gols)[3]